# Dendrobium cumulatum
Dendrobium cumulatum är en orkidéart som beskrevs av John Lindley. Dendrobium cumulatum ingår i släktet Dendrobium, och familjen orkidéer. Inga underarter finns listade i Catalogue of Life.